# 森野文子
森野 文子（もりの あやこ、1977年2月7日 - ）は、日本の元女優。

## 略歴
桜っ子クラブさくら組の元メンバー。同じ桜っ子クラブの大山アンザ（現・ANZA）と「MOMO」として活動していた事もある。1993年から1998年まで、ミュージカル『美少女戦士セーラームーン』（バンダイ版）で初代・水野亜美 / セーラーマーキュリー役を演じた（計382公演）。「アニメージュ」の人気投票で第一位になったこともある。
アイドルとしては人気はあったが、桜っ子やMOMOといったユニット及び他アイドルと一緒の活動が多く、ソロで写真集やビデオの類を出してはいない。 唯一ソロでビデオが出ているのはアイドルビデオではなく、子供向け教育ビデオ『食べるの大好き』のみである。
一部（『詩人の恋』のDVDなど）に声優歴があるように記載される事もあるが実際にはない。
「夕刊ゲンダイ」（2001年4月11日掲載）の中で、「去年12月に事務所を辞めてからずっとフリーなんです」とある事から事務所を辞めたのは2000年12月で、さらにその中で彼がいる事及び同棲している事は認めているが、結婚しているとの発言はない。
また、同記事の中で「〜3年前ごろからアイドルをやっていることに矛盾を感じ始め（後略）」と、セーラーマーキュリー役をやっている時点で、アイドル扱いに不快感があったと語っている。   
2023年現在、芸能活動はしていないが、声優の大野まりなと交友があり、彼女のブログによると森野本人と再会をしていることが確認できる。また、ANZAとも現在でも交流が続いており、2022年に発売されたANZAの写真集「Anza 30th Anniversary book『currently』」には、ANZAと森野の対談が掲載されている。

## 人物
- 出身地：埼玉県
- 血液型：AB型
- 学歴：堀越高等学校卒業。
- 特技：モダンバレエ
- 芸能事務所所属歴：スターダストプロモーション
- 身長：160cm ※19歳当時
- スリーサイズ：B82cm - W58cm - H82cm ※19歳当時

## 出演

### テレビ
- 桜っ子クラブ （1991年 - 1994年）
- さんまのナンでもダービー
- 進め!地球防衛少女隊（1992年）
- 銀BURA天国

### ミュージカル
- アニー （1991年)  - ジュリー役
- 美少女戦士セーラームーン（1993年7月 - 1998年2月、サンシャイン劇場 他） - 水野亜美/セーラーマーキュリー 役
- 2050年の青い鳥 （1997年 - 1998年）
- LUNA 森のメリークリスマス （1998年） - ルナ 役
- MELODY （1999年）

### 舞台
- 発明BOYカニパン （1998年 - 1999年） - ナッツ 役
- BOYS BE…ALIVE （1999年）- ミズホ 役 ※主演
- モラルズ；ファンタジー （1999年）
- IMPROVISATION （1999年）
- 劇団アクターズ・スリル&チャンス 『SO LONG』 （2001年）- ゲスト
- 劇団ナイロン100℃ 『すべての犬は天国へ行く』 （2001年）- ゲスト
- Little Wing 〜手つかずの空2002〜 （2002年）

### 映画
- 詩人の恋 （香港：1998年公開、日本：2001年3月3日公開） - チン・イー 役

### CM
- ちばぎんカード （1993年）
- 松下電工「ストレートメイク」 （1996年）
- 福岡シティ銀行 （1997年）
- AB-ROAD［WEST］（1997年）
- テアラッテ （1998年）
- J-PHONE （1999年）
- 養命酒 （2000年）
- NTT東日本 （2000年）

### イメージガール
- 西武園ゆうえんち （1993年）
- ファーストキッチン （1994年）
- あられ・おせんべい党 （1994年）
- KIMONO Promenade （1997年）
- 宝くじネット

### VIDEO
- MOMOやっと逢えたね
- 食べるの大好き

### CD
- Just Combination （1993年）
- ポケベルNightは5643# （1994年）

### ゲーム
- 3DONICE BODYオールスター水泳大会 OFFICIAL CD-ROM（1995年）

### 雑誌
- 投稿写真 （1994年4月号 他）
- すっぴん （1992年4月号）
- ミュージカル（セーラームーンのキャストとして何回か取り上げられた）